# Audi A5 DTM

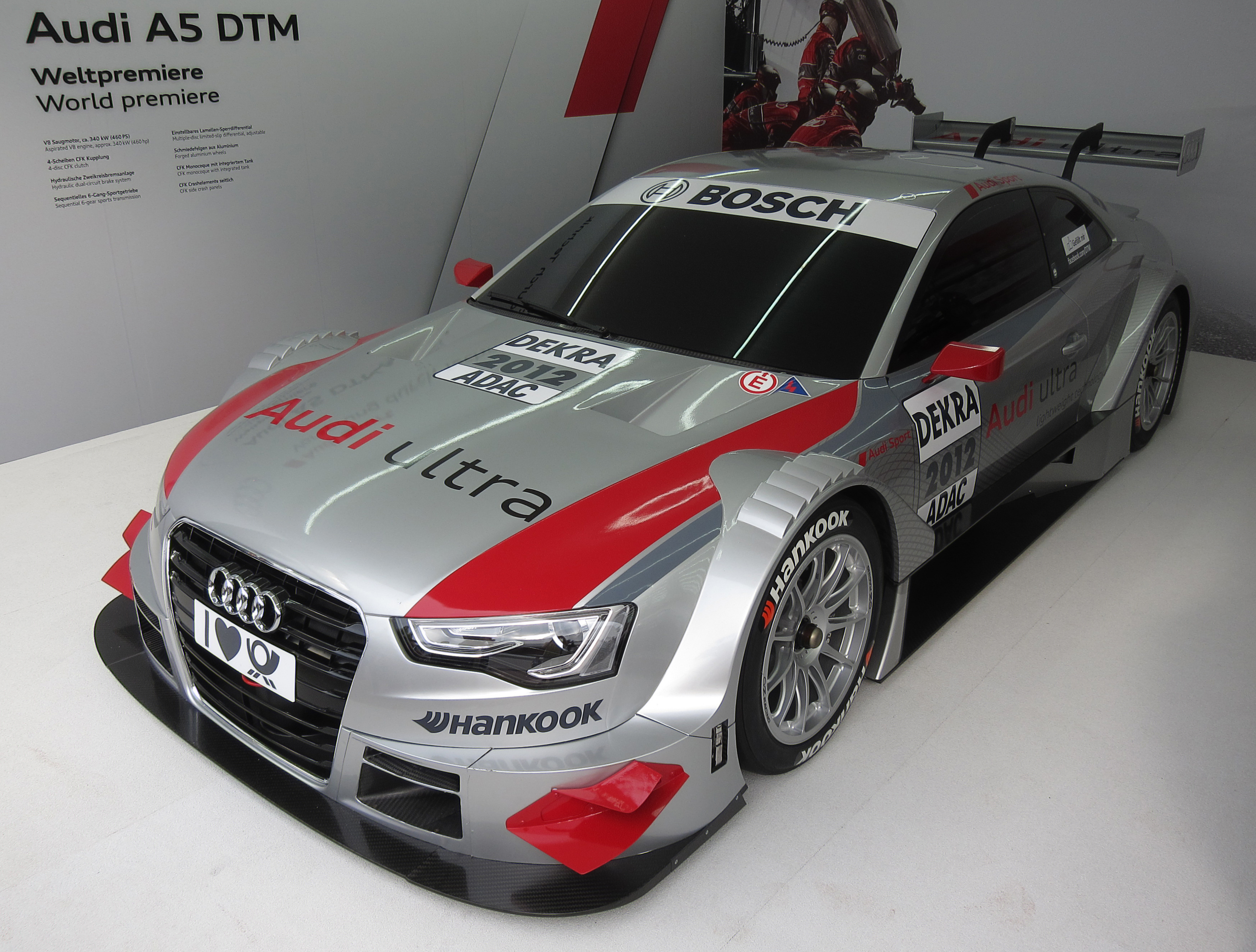
Um Audi A5 DTM em 2011.

O Audi A5 DTM (conhecido atualmente como Audi RS5 DTM) é um carro da categoria turismo DTM construído pelo fabricante alemão Audi AG.

## Projeto e desenvolvimento
Ele foi desenvolvido em 2011 e tem participado das temporadas do DTM desde 2012 até o presente. Seu projeto foi liderado pelo antigo diretor de pesquisa e desenvolvimento da Audi, Wolfgang Dürheimer. O A5 DTM substituiu o Audi A4 DTM, no final da temporada de 2011.

## A5 DTM
O primeiro chassi A5 DTM foi terminado em junho de 2011, e o primeiro veículo completo foi concluído em agosto. Com o nome código "R17", a intenção inicial era de estreá-lo na temporada DTM de 2010. Substituindo o bem sucedido A4 DTM, que estava correndo desde 2004, o A5 tinha uma grande responsabilidade.
Construído pela Audi Sport em Ingolstadt, o A5 DTM foi apresentado ao público no Salão do Automóvel de Frankfurt em 12 de setembro de 2011.

## RS5 DTM
Depois da temporada de 2012, o modelo foi rebatizado como RS5 DTM, correspondendo ao modelo em produção naquele período, o Audi RS5.
A estreia do RS5 DTM, foi na corrida de Hockenheimring, em 5 de maio de 2013, quando conquistou apenas a "pole position" com o piloto Timo Scheider da equipe Abt Sportsline. 
Em 4 de março de 2014, uma versão modernizada do RS5 DTM, foi lançada durante o Salão Internacional do Automóvel de Genebra. Durante o desenvolvimento, o seu nome código era "RC3". 